# Айленд-Пик
А́йленд-Пик (англ. Island Peak), также Имяцзе (англ. Imja Tse) — горная вершина в Гималаях.
Название Айленд-Пик было присвоено в 1951 году членами британской экспедиции под руководством Эрика Шиптона. Когда члены британской экспедиции впервые увидели данный пик из Дингбоче, он напоминал остров в море, покрытый снегом. Позднее, в рамках кампании по переименованию, в 1983 г. он был переименован в Imja Tse. Однако эта вершина более известна под своим первоначальным именем. Пик расположен на гребне, спускающемся с южной оконечности восьмитысячника Лхоцзе-Шар.
Вершина была впервые покорена в 1953 году членами британской экспедиции на Эверест, когда они взошли на неё в качестве подготовки к штурму высшей точки планеты. Одним из первовосходителей на Айленд-Пик был также первовосходитель на Эверест шерп Тенцинг Норгей.
Айленд-Пик в настоящее время является одной из наиболее популярных среди альпинистов вершин Гималаев.

## Маршруты
Классический маршрут проходит по Юго-Восточному склону и Юго-Западному гребню. Подход начинается в поселке Чукхунг. Сразу следует перейти по мосту через реку, за которой начинается тропа до подножия Айленд-Пика. Сначала тропа идет по гребню морены. Потом выходит в плоскую небольшую долину к реке, располагаясь слева от неё (реки). После пересечения долины нужно повернуть направо, в проход между моренными валами. Выйдя к пересохшему озеру, тропа поворачивает направо, в проход между моренным валом и склонами Айленд-Пика. Там расположен Базовый лагерь (5100 м). До Базового лагеря около трёх часов хода. Большинство альпинистов стартует именно с этой точки. Если пройти сквозь Базовый лагерь и чуть дальше, можно увидеть хорошо протоптанную тропу, уходящую влево вверх. По ней чуть больше часа крутого подъёма, затем будет виден штурмовой лагерь (около 5500 м). В штурмовом лагере могут быть сложности с водой — под некоторыми находятся остатки снега.
Подъём от штурмового лагеря начинается прямо вверх в скальный кулуар. Сначала подъём идет по левой стороне кулуара вплотную к скалам, потом тропа переходит на правую сторону. Местами стоят туры. Есть площадки под палатки. Дальше путь теряется в осыпях, ориентироваться нужно по турам. Осыпной гребень выводит к леднику. Путь по леднику петляет между трещин, но обычно здесь протоптана тропа, которая приводит под крутой снежный склон. В сезон склон обвешан перилами до выхода на вершинный гребень. Перил — 3-4 веревки. Выйдя на гребень, идти нужно вправо вверх 100 метров по узкому гребню до вершины. Далее спуск по пути до подъёма.
Стандартным периодом для восхождений являются: апрель-май и октябрь-ноябрь.